# 高木珠里
高木 珠里（たかぎ じゅり、本名同じ、9月18日 - ）は日本の女優。
愛知県出身。血液型O型。所属劇団は劇団宝船。所属事務所はスコッド。

## 略歴
ひとりっ子。幼少時より妄想癖が強くひとり遊びが得意に。吉本新喜劇と二時間ドラマばかり観て育つ。
小3の時、クラスメート黒田さんのバースデーパーティーで漫画「ガラスの仮面」に出会う。翌日より買い集め、その日以来演劇人生のバイブルとなる。
愛知淑徳大学在学中に名古屋の舞台、TV等に出演し、卒業後上京。特に所属なく主にひとりで活動を始める。
2000年ユニット、ドーナツもぐもぐクラブ発足。演劇以外の様々な活動の中、ネットラジオでコントを作り続け2006年「ネットランナー」誌でネットラジオ部門金賞受賞。
2001年KERA・MAP「暗い冒険」出演で出会った元ハイレグジーザスの新井友香作演出、劇団宝船旗揚げ公演「嗚呼、お前もか…」(2003)に出演。2004年正式に劇団員に。以降現在まで全作品に出演。
福原充則作演出のピチチ5「はてしないものがたり」(2005)、ブルースカイ作演出の「レミゼラブ・ル」(2007)に出演したのをきっかけに、おふたりの力を借りて、子供時代から温めていたひとり芝居を、2009年6月に原宿のリトルモア地下にてやることになる。

## 出演

### 舞台
- パルコ・リコモーションプレゼンツ「人間風車」(作/後藤ひろひと、演出/G2、2003年)
- アーノルドシュワルツェネッガー「マンガ惑星」(2003年)
- 温泉きのこ「きのこから毛が生えたっていいじゃない」(作・演出/大堀光威、2003年)
- 椿組03夏・花園神社野外劇「20世紀少年少女唱歌集」(作・演出/鄭義信、2003年)
- シリーウォークプロデュース「フリドニア〜フリドニア日記〜」(作/ケラリーノ・サンドロヴィッチ、脚色・演出/千葉雅子、2004年)
- 劇団宝船「嗚呼、お前もか…。」(作・演出/新井友香、2004年)
- G2プロデュース「おじいちゃんの夏(再演)」(作・演出/G2、2005年)
- ピチチ5「はてしないものがたり」(作・演出/福原充則、2005年)
- プロジェクトアイ「それでも、全てのベクトルはあなたに向かう」(作・演出/石川あさみ、2005年)
- 劇団宝船「あいつは泥棒」(作・演出/新井友香、2006年)
- マンション・マンション「キング・オブ・心中」(作・演出/福原充則、2006年)
- 劇団宝船「坩堝」(作・演出/新井友香、2006年)
- NODA・MAP「ロープ」(作・演出/野田秀樹、2006年)
- 演劇キックプロデュース　演劇ぶっく社20周年記念公演「レミゼラブ・ル」(作・演出/ブルースカイ、2007年)
- 劇団宝船「最愛」(作・演出/新井友香、2007年)
- マンション・マンション「人間フィルハーモニー」(作・演出/福原充則、2007年)
- ピンズ・ログ「火の鳥にキス」(作・演出/平林亜希子、2008年)
- 劇団宝船「愛される覚えはない」(作・演出/新井友香、2008年)
- 劇団☆新感線「蜉蝣峠」　(作/宮藤官九郎、演出/いのうえひでのり、2009年）
- 高木珠里ひとり芝居「一人オリンピック～千の仮面をもつ女」(作・演出/ブルー&スカイ、福原充則、2009年)
- 「高木珠里の演劇百人組手」(企画出演、2012年)
- ポツドール「おしまいのとき」(作・演出三浦大輔、2012年)
- 明日のアー(テアトロコント) 「山裾の雌犬たち、喋る」(作・演出 大北栄人、2019年)
- 劇団宝船「社交辞愛」（作・演出/新井友香、2019年）
- Tfactory「不思議の国のマーヤ」（作・演出/川村毅、2025年）[1]
- MENSOUL PROJECT「BUT・AND」（作・演出/杉本凌士、2025年）[2]

### 映画
- 「世にも奇妙な物語」(監督/星護　他）
- 「日本の黒い夏」(監督/熊井啓)
- 「クロイツェル」(監督/浅野晋康)
- 「ラブイボ」(監督/深川栄洋)
- 「太郎」(監督/河合亮三)
- 「1980」(監督/ケラリーノ・サンドロヴィッチ）
- 「NEG.WONDERLAND」(監督/上田大樹）
- 「私が幸せでいるということ 第1話“ラストダンスが踊れない”」
- 「私が幸せでいるということ 第2話“始まりの終わり”」
- 「私が幸せでいるということ 第3話“だって、だって…だって、だって、だって、だってなんだモン”」

　　※東京ネットムービーフェスティバル、一般部門入選 (監督/深川栄洋)　他

### テレビ
- 「逃亡者 RUNAWAY」(TBS）
- 「めだか」(フジテレビ）
- 「流れる女〜RUN AWAY GIRL〜」#7,8 (BSフジ)
- 「がきんちょ〜リターン・キッズ〜」(毎日放送）
- 「ハリ系」#11,12 (日本テレビ）
- 「週刊真木よう子」#9 蝶々のままで(テレビ東京)

### ラジオ
- 「サントリーサタデーウェイティングバー」(TOKYO FM他)
- 「メトロポリスアカデミー」(J-WAVE)
- 「J-WAVE25 シアターマツモト」(J-WAVE)
- 「青春アドベンチャー スピリットリング」主演フィアメッタ役(NHK FM)
- 「真夜中のハーリー&レイス」ゲスト出演

### アニメ
- 「京浜家族」(監督/FROGMAN）

### 吹き替え
- セルフリッジ 英国百貨店（バンティング）

### CM
テレビ
- 「ビューティーラボ」(ナレーション)
- 「オリックス生命」
- 「ビクター　ビューティフルソングス」(ナレーション)
- 「リクルート　タウンワーク」(ナレーション)
- 「ユザワヤ」(ナレーション)
- 「ライオン　部屋干しトップ」
- 「NTTコミュニケーションズ　0033」(突撃！かしこい奥さま(シール)篇)
- 「ヤマヒサ　ヤマヒサの家」
- 「ミツカン　楽々バスケットプレゼント」
- 「ファミリーマート」(ナレーション）【おかえりなさい篇、三ツ星パスタ篇、ファミマTカード篇、スイーツプラス篇】
- 「パルコ」(ナレーション）
- 「マイナビ進学」(ナレーション）

ラジオ
- 「キリン　午後の紅茶」
- 「NTTコミュニケーションズ」
- 「日清製粉グループ」
- 「味の素」
- 「ロッテ」
- 「ドコモ」
- 「大塚食品 ReSORA」
- 「パルコ」